# Pou de glaç de Palol Farga
El Pou de glaç de Palol Farga és una obra de Cornellà del Terri (Pla de l'Estany) inclosa a l'Inventari del Patrimoni Arquitectònic de Catalunya.

## Descripció
Pou de glaç amb dipòsit de planta circular excavat en el subsòl. El seu perímetre exterior és de 30 m. Probablement tenia la coberta semiesfèrica, ara desapareguda. En el mur perimetral circular no s'aprecia cap mena d'obertura d'accés. La maçoneria de la part interna és amb pedruscall irregular lligat amb morter. La seva fondària actual és notable, de prop de 6-7 m. Un farcit de terra i pedra cobreix el fons i no és possible determinar-ne la fondària exacta. Una frondosa vegetació cobreix bona part de l'estructura.

## Història
Els pous de glaç foren emprats per emmagatzemar el gel durant tot l'any. Els blocs de gel eren serrats de les geleres, generalment situades prop d'un riu o d'una bassa, i des d'aquí transportats fins a un pou de glaç proper. Per mitjà d'una corda o politja eren baixats fins al fons del dipòsit, on eren acuradament col·locats. Entre les capes de blocs es posaven bolls de blat, branques, o bé terra per evitar-ne la fusió. Un cop era omplert el dipòsit, es segellava hermèticament per tal de mantenir una temperatura baixa en el seu interior. A la comarca la majoria de pous de glaç els podem datar dels segles XVII-XIX. En conservem diferents exemples a Serinyà, Crespià, Vilamarí, Cornellà del Terri i Palol de Revardit.